# NHL Entry Draft 1989
1989 NHL Entry Draft var den 27:e NHL-draften. Den ägde rum 17 juni 1989 i Met Center som ligger i Bloomington, Minnesota, USA.
Quebec Nordiques var först ut att välja spelare och de valde Mats Sundin som då blev förste svensk, och förste europé, att gå som förste spelare i NHL-draften. Sundin tillsammans med Rasmus Dahlin är de enda svenskar som gått etta i NHL-draften genom historien.
Nicklas Lidström valdes i tredje rundan som 53:e spelare totalt av Detroit Red Wings. Red Wings valde även Sergej Fjodorov i fjärde rundan som 72:e spelare totalt samt Vladimir Konstantinov i elfte rundan som 221:e spelare totalt. Samtliga dessa spelare skulle visa sig som nyckelspelare i Red Wings svårstoppade lagmaskin under det sena 1990-talet.
Vancouver Canucks valde Pavel Bure i sjätte rundan som 113:e spelare totalt. Valet var kontroversiellt då flera lag ansåg att Bure inte var tillgänglig att väljas efter den tredje rundan under NHL:s regelverk. 